# Nehru-Gandhi-Familie
Die Nehru-Gandhi-Familie ist eine einflussreiche Politikerfamilie in Indien, der mehrere Premierminister angehörten. Trotz des Namens „Gandhi“ ist sie nicht mit Mohandas Karamchand Gandhi (dem „Mahatma“) verwandt. Die Namensgleichheit kommt durch Feroze Gandhi, der seinen Geburtsnamen „Ghandy“ auf „Gandhi“ änderte, als er sich der Unabhängigkeitsbewegung um den ähnlich genannten Mahatma anschloss.

## Familiengeschichte
Die Nehru-Gandhi-Familie hat seit der Unabhängigkeit Indiens die Kongresspartei während der meisten Zeit ihrer Geschichte dominiert. Drei Familienmitglieder hatten das Amt des Ministerpräsidenten inne, ein viertes Familienmitglied verzichtete auf dieses Amt im Mai 2004.
Die Nehrus sind ursprünglich Brahmanen aus Kaschmir, so genannte Kashmiri Pandits. Die Fundamente ihres Einflusses wurden von Motilal Nehru (1861–1931) gelegt, der ein herausragender Anwalt und früher Aktivist der indischen Unabhängigkeitsbewegung war. Motilal war Präsident der Kongresspartei, sein Sohn Jawaharlal Nehru folgte ihm in dieses Amt 1929. Jawaharlal wurde daraufhin der prominenteste politische Führer der indischen Unabhängigkeitsbewegung. Er stand in engem Kontakt zum Aushängeschild dieser Bewegung Mahatma Gandhi, der aber nicht mit der Nehru-Gandhi-Familie verwandt ist. Diese auf einer bewussten Namensänderung begründete Namensgleichheit mit dem in allen indischen Gesellschaftsschichten hochangesehenen Führer der indischen Unabhängigkeitsbewegung ist für die Nehru-Gandhi-Familie von größtem politischem Nutzen gewesen. Der positive Klang des Namens Gandhi hat Millionen von Wählern beeinflusst.
Als Indien 1947 die Unabhängigkeit erlangte, wurde Jawaharlal Nehru Premierminister und blieb es bis zu seinem Tode im Jahre 1964. Nehrus Schwester, Vijaya Lakshmi Pandit (1900–1990) war ebenfalls eine prominente Politikerin der Kongresspartei und leitete als führende Diplomatin 1953 die Generalversammlung der Vereinten Nationen als Präsidentin.
Nehru unterstützte sein einziges Kind, Indira Gandhi, wo er es konnte, und holte sie in sein Kabinett. Indira hatte durch die Heirat mit Feroze Gandhi (1912–1960), einem Parsen, dessen Nachnamen erhalten. Im Jahre 1966, zwei Jahre nach dem Tode ihres Vaters und nach einem kurzen Zwischenspiel unter Lal Bahadur Shastri als Ministerpräsidenten, übernahm Indira den Posten ihres Vaters, den sie bis zu ihrer Wahlniederlage 1977 behielt. In dieser ersten Amtsperiode als Ministerpräsidentin brachte sie ihren Sohn Sanjay Gandhi in führende Positionen, was jedoch wegen Vorwürfen des Machtmissbrauchs auch ihres Sohnes zu ihrer Wahlniederlage 1977 beitrug. Sanjay, der Maneka Gandhi, eine Sikh, geheiratet hatte, starb bei einem Flugzeugabsturz 1980.
Indira Gandhi gelangte nach den Wahlen 1980 wieder an die Macht und blieb bis zu ihrer Ermordung 1984 im Amt. Nach dem Tode Sanjays baute sie ihren ältesten Sohn Rajiv Gandhi, der bis dahin wenig Interesse an der Politik gezeigt hatte und Pilot bei einer Fluggesellschaft war, zu ihrem Nachfolger auf. Dieser folgte ihr dann nach ihrer Ermordung auch problemlos in das Amt des Ministerpräsidenten. Rajiv Gandhi verlor die Wahlen von 1989 und damit auch sein Amt, hatte aber vor seiner Ermordung 1991 Aussichten, das Amt des Ministerpräsidenten wieder zu erlangen. Er hinterließ seine Frau Sonia Gandhi und seine beiden Kinder Rahul und Priyanka.
Arun Nehru, der Cousin von Rajiv Gandhi hatte nacheinander zwei Ministerposten im Kabinett von Rajiv inne, wechselte aber später zur konkurrierenden Bharatiya Janata Party (BJP).
Nach Rajivs Tod wurde die Kongresspartei von P. V. Narasimha Rao, einem langjährigen Vertrauten der Nehru-Gandhi-Familie, geführt, aber viele Loyalisten in der Partei wollten ein Mitglied der Nehru-Gandhi-Familie als Parteiführer. Vorsichtig begab sich Sonia Gandhi in die Politik und wurde schnell zur grauen Eminenz der Partei, bis sie 1998 offiziell die politische Bühne betrat und den Parteivorsitz übernahm.
Zwar verlor die Kongresspartei die Wahlen von 1999, aber Sonia Gandhi hatte der Partei neuen Schwung gegeben. 2004 gewann die Kongresspartei überraschend die Wahl, bei der auch Rahul Gandhi, der Sohn von Rajiv und Sonia, einen Sitz im Parlament errang. Sonia verzichtete unerwartet auf das Amt der Premierministerin, nachdem sie wegen ihrer italienischen Abstammung von verschiedenen Seiten angefeindet wurde.
Sanjay Gandhis Witwe Maneka Gandhi zerstritt sich nach seinem Tod mit ihrer Schwiegermutter Indira Gandhi und verließ die Kongresspartei. Sie schloss sich 1989 der Janata Dal an, wurde dort 1996 ausgeschlossen, und im Jahr 2004 traten sie und ihr mittlerweile erwachsener Sohn aus der Ehe mit Sanjay, Varun Gandhi, der Bharatiya Janata Party (BJP) bei.

## Stammbaum
- Ganga Dhar Nehru
  - Motilal Nehru (Politiker und Rechtsanwalt) (Vater)
    - Vijaya Lakshmi Pandit (Politikerin) – (Tochter von Motilal)
      - Nayantara Sahgal (Schriftstellerin und Journalistin)

    - Jawaharlal Nehru (Premierminister, 1947–1964) (Sohn von Motilal)
      - Indira Gandhi (Premierministerin, 1966–1977 und 1980–1984) (Tochter von Jawaharlal) ⚭ Feroze Gandhi (Politiker)
        - Rajiv Gandhi (Premierminister, 1984–1989) (Sohn von Indira) ⚭ Sonia Gandhi, (Politikerin)
          - Rahul Gandhi (Politiker) (Sohn von Rajiv)
          - Priyanka Vadra, geborene Gandhi (Politikerin) (Tochter von Rajiv)

        - Sanjay Gandhi (Politiker) – (Sohn von Indira) ⚭ Maneka Gandhi (Politikerin)
          - Varun Gandhi (Politiker) – (Sohn von Sanjay)

  - Nand Lal Nehru
    - Shyam Lal Nehru ⚭ Uma Nehru (Parlamentsmitglied im Unterhaus)
      - Shyam Kumari (Parlamentsmitglied im Oberhaus)
      - Anand Nehru
        - Arun Nehru (Minister unter seinem Cousin Rajiv Gandhi)

|                        |                        |                        |                        |                         |                         | Jawaharlal Nehru 1889–1964 | Jawaharlal Nehru 1889–1964 | Jawaharlal Nehru 1889–1964 | Jawaharlal Nehru 1889–1964 | Jawaharlal Nehru 1889–1964 | Jawaharlal Nehru 1889–1964 |                         |                         |                         |                         |                         |                         | Kamala Nehru 1899–1936 | Kamala Nehru 1899–1936 | Kamala Nehru 1899–1936 | Kamala Nehru 1899–1936 | Kamala Nehru 1899–1936  | Kamala Nehru 1899–1936  |                         |                         |                         |                         |                     |                     |                     |                     |                     |                     |                      |                      |                      |                      |                      |                      |
|                        |                        |                        |                        |                         |                         | Jawaharlal Nehru 1889–1964 | Jawaharlal Nehru 1889–1964 | Jawaharlal Nehru 1889–1964 | Jawaharlal Nehru 1889–1964 | Jawaharlal Nehru 1889–1964 | Jawaharlal Nehru 1889–1964 |                         |                         |                         |                         |                         |                         | Kamala Nehru 1899–1936 | Kamala Nehru 1899–1936 | Kamala Nehru 1899–1936 | Kamala Nehru 1899–1936 | Kamala Nehru 1899–1936  | Kamala Nehru 1899–1936  |                         |                         |                         |                         |                     |                     |                     |                     |                     |                     |                      |                      |                      |                      |                      |                      |
|                        |                        |                        |                        |                         |                         |                            |                            |                            |                            |                            |                            |                         |                         |                         |                         |                         |                         |                        |                        |                        |                        |                         |                         |                         |                         |                         |                         |                     |                     |                     |                     |                     |                     |                      |                      |                      |                      |                      |                      |
|                        |                        |                        |                        | Feroze Gandhi 1912–1960 | Feroze Gandhi 1912–1960 | Feroze Gandhi 1912–1960    | Feroze Gandhi 1912–1960    | Feroze Gandhi 1912–1960    | Feroze Gandhi 1912–1960    |                            |                            | Indira Gandhi 1917–1984 | Indira Gandhi 1917–1984 | Indira Gandhi 1917–1984 | Indira Gandhi 1917–1984 | Indira Gandhi 1917–1984 | Indira Gandhi 1917–1984 |                        |                        |                        |                        |                         |                         |                         |                         |                         |                         |                     |                     |                     |                     |                     |                     |                      |                      |                      |                      |                      |                      |
|                        |                        |                        |                        | Feroze Gandhi 1912–1960 | Feroze Gandhi 1912–1960 | Feroze Gandhi 1912–1960    | Feroze Gandhi 1912–1960    | Feroze Gandhi 1912–1960    | Feroze Gandhi 1912–1960    |                            |                            | Indira Gandhi 1917–1984 | Indira Gandhi 1917–1984 | Indira Gandhi 1917–1984 | Indira Gandhi 1917–1984 | Indira Gandhi 1917–1984 | Indira Gandhi 1917–1984 |                        |                        |                        |                        |                         |                         |                         |                         |                         |                         |                     |                     |                     |                     |                     |                     |                      |                      |                      |                      |                      |                      |
|                        |                        |                        |                        |                         |                         |                            |                            |                            |                            |                            |                            |                         |                         |                         |                         |                         |                         |                        |                        |                        |                        |                         |                         |                         |                         |                         |                         |                     |                     |                     |                     |                     |                     |                      |                      |                      |                      |                      |                      |
|                        |                        |                        |                        |                         |                         |                            |                            |                            |                            |                            |                            |                         |                         |                         |                         |                         |                         |                        |                        |                        |                        |                         |                         |                         |                         |                         |                         |                     |                     |                     |                     |                     |                     |                      |                      |                      |                      |                      |                      |
| Rajiv Gandhi 1944–1991 | Rajiv Gandhi 1944–1991 | Rajiv Gandhi 1944–1991 | Rajiv Gandhi 1944–1991 | Rajiv Gandhi 1944–1991  | Rajiv Gandhi 1944–1991  |                            |                            |                            |                            |                            |                            | Sonia Gandhi * 1946     | Sonia Gandhi * 1946     | Sonia Gandhi * 1946     | Sonia Gandhi * 1946     | Sonia Gandhi * 1946     | Sonia Gandhi * 1946     |                        |                        |                        |                        | Sanjay Gandhi 1946–1980 | Sanjay Gandhi 1946–1980 | Sanjay Gandhi 1946–1980 | Sanjay Gandhi 1946–1980 | Sanjay Gandhi 1946–1980 | Sanjay Gandhi 1946–1980 |                     |                     |                     |                     |                     |                     | Maneka Gandhi * 1956 | Maneka Gandhi * 1956 | Maneka Gandhi * 1956 | Maneka Gandhi * 1956 | Maneka Gandhi * 1956 | Maneka Gandhi * 1956 |
| Rajiv Gandhi 1944–1991 | Rajiv Gandhi 1944–1991 | Rajiv Gandhi 1944–1991 | Rajiv Gandhi 1944–1991 | Rajiv Gandhi 1944–1991  | Rajiv Gandhi 1944–1991  |                            |                            |                            |                            |                            |                            | Sonia Gandhi * 1946     | Sonia Gandhi * 1946     | Sonia Gandhi * 1946     | Sonia Gandhi * 1946     | Sonia Gandhi * 1946     | Sonia Gandhi * 1946     |                        |                        |                        |                        | Sanjay Gandhi 1946–1980 | Sanjay Gandhi 1946–1980 | Sanjay Gandhi 1946–1980 | Sanjay Gandhi 1946–1980 | Sanjay Gandhi 1946–1980 | Sanjay Gandhi 1946–1980 |                     |                     |                     |                     |                     |                     | Maneka Gandhi * 1956 | Maneka Gandhi * 1956 | Maneka Gandhi * 1956 | Maneka Gandhi * 1956 | Maneka Gandhi * 1956 | Maneka Gandhi * 1956 |
|                        |                        |                        |                        |                         |                         |                            |                            |                            |                            |                            |                            |                         |                         |                         |                         |                         |                         |                        |                        |                        |                        |                         |                         |                         |                         |                         |                         |                     |                     |                     |                     |                     |                     |                      |                      |                      |                      |                      |                      |
|                        |                        |                        |                        |                         |                         |                            |                            |                            |                            |                            |                            |                         |                         |                         |                         |                         |                         |                        |                        |                        |                        |                         |                         |                         |                         |                         |                         |                     |                     |                     |                     |                     |                     |                      |                      |                      |                      |                      |                      |
| Rahul Gandhi * 1970    | Rahul Gandhi * 1970    | Rahul Gandhi * 1970    | Rahul Gandhi * 1970    | Rahul Gandhi * 1970     | Rahul Gandhi * 1970     |                            |                            |                            |                            |                            |                            |                         |                         |                         |                         | Priyanka Vadra * 1972   | Priyanka Vadra * 1972   | Priyanka Vadra * 1972  | Priyanka Vadra * 1972  | Priyanka Vadra * 1972  | Priyanka Vadra * 1972  |                         |                         |                         |                         |                         |                         | Varun Gandhi * 1980 | Varun Gandhi * 1980 | Varun Gandhi * 1980 | Varun Gandhi * 1980 | Varun Gandhi * 1980 | Varun Gandhi * 1980 |                      |                      |                      |                      |                      |                      |

Indischer Nationalkongress (Namen ehemaliger Premierminister sind fett gedruckt)

Bharatiya Janata Party